# Баб, Юлиус
Юлиус Баб (нем. Julius Bab; 11 декабря 1880, Берлин, Германия, — 12 февраля 1955, Рослин-Хайтс, Нью-Йорк, США) — немецкий театральный критик и драматург, представитель берлинского модернизма, один из основателей Культурного союза германских евреев.

## Биография
Был сыном торговца Элькана Баба и его жены Фанни, урожденной Херрман. Учился в берлинской Асканийской гимназии, где, в частности, познакомился с будущим писателем Генрихом Эдуардом Якобом. В 1902—1905 годах Баб изучал в Берлине и Цюрихе германистику, философию и историю. В 1905—1913 годах был одним из основных сотрудников своего близкого друга, журналиста и театрального критика Зигфрида Якобсона, издававшего журнал Schaubühne (позднее — Die Weltbühne), а также сотрудничал как писатель, драматург и театральный критик и с другими берлинскими изданиями. Был тесно связан с берлинским театром «Фольксбюне», в 1923—1932 годах издавал «Драматургические листки» этого театра. Преподавал в театральной школе Макса Рейнхардта.
В 1933 году после прихода нацистов к власти все книги Баба были включены в список книг, подлежащих сожжению. Вскоре он стал одним из основателей Культурного союза германских евреев, и вплоть до его роспуска в 1938 году руководил отделом постановок и тесно сотрудничал с отделом драматургии.
В том же году иммигрировал через Францию в США. В 1951 году побывал в Германии в рамках лекционного турне.
Был женат на Элизабет Лоос (1878—1963); у супругов родилось трое детей: Бьорн, Урсула и Барбара.

## Избранные сочинения

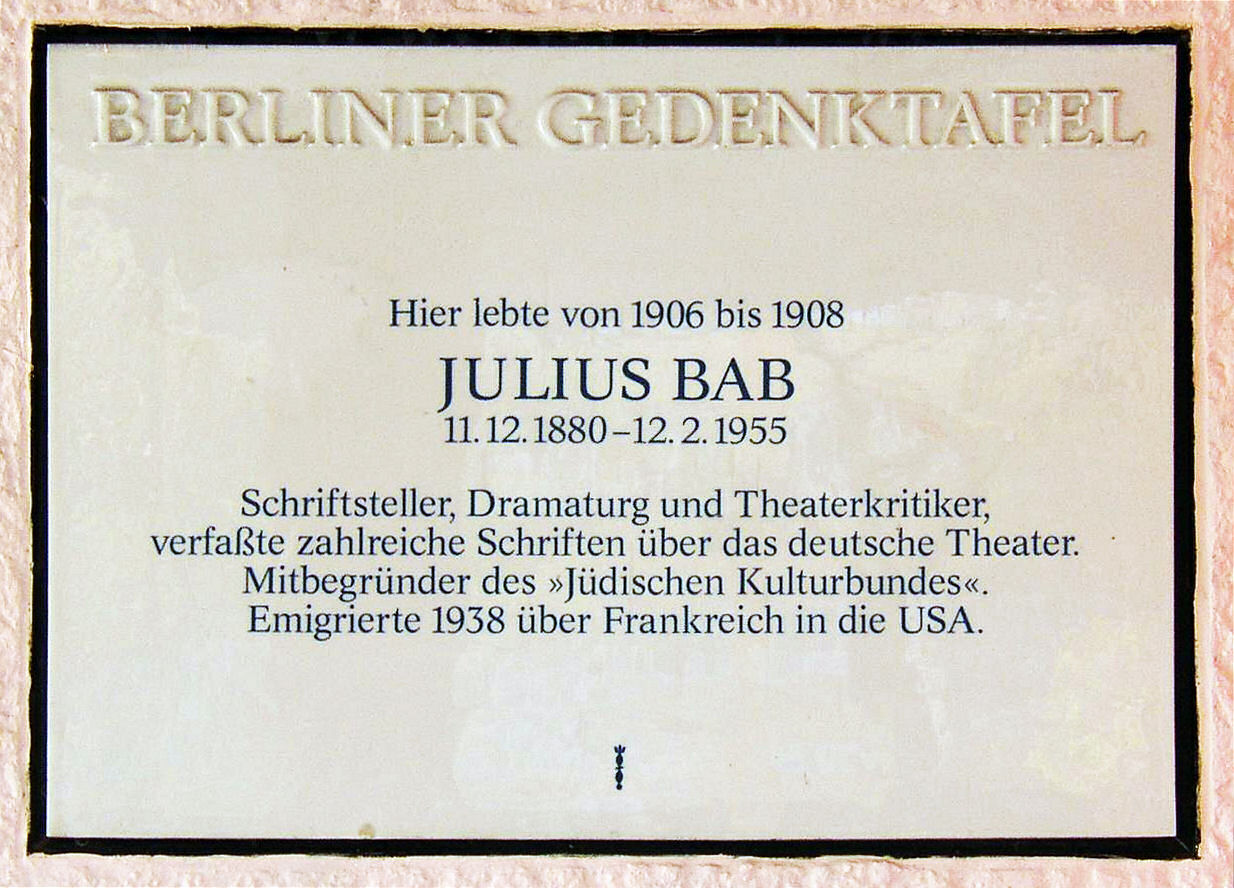
Мемориальная доска на Бундесаллее, 19 (берлинский район Вильмерсдорф)

- Fortinbras oder Der Kampf des 19. Jahrhunderts mit dem Geist der Romantik. Sechs Reden. — Berlin, 1914.
- Die deutsche Kriegslyrik 1914—1918. — Stettin, 1920.
- (gem. mit Willi Handl): Wien und Berlin: Vergleichende Kulturgeschichte der beiden deutschen Hauptstädte. — Berlin: Deutsche Buch-Gemeinschaft, 1926.
- Richard Dehmel. Die Geschichte eines Lebenswerkes. — Leipzig, 1926.
- Das Theater der Gegenwart, 1928.
- Die Devrients. Geschichte einer Theaterfamilie, 1932.
- Rembrandt und Spinoza. Ein Doppelbildnis im deutsch-jüdischen Raum. — Berlin: Philo-Verlag, 1934.
- Leben und Tod des deutschen Judentums. Essays, Briefe und vita emigrationis, 1939. — Berlin: Argon-Verlag, 2002.

### Издания на русском языке
- Бернар Шоу, как писатель и художник. — М.: Современные проблемы, 1911.

### Редакторские работы
- 1914. Der Deutsche Krieg im Deutschen Gedicht. — Band 1. — Berlin o.J.